# Acala (buddismo)

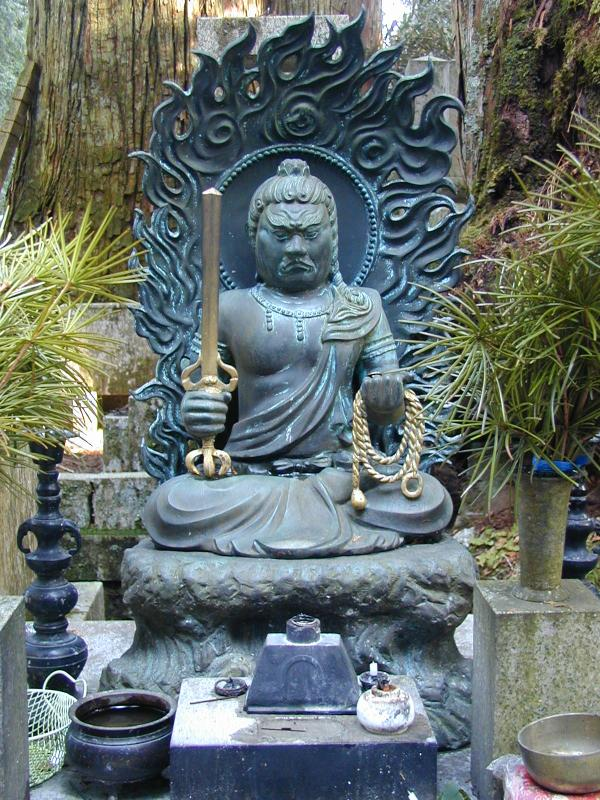
Statua di Acala (Fudō Myō-ō) sul monte Kōya, in Giappone. La sua mano destra impugna la spada fiammeggiante (khaḍga) della conoscenza di ciò che è vero, mentre la sinistra impugna il laccio (pāśa) che, similmente a Yama, gli serve per condurre i defunti verso un migliore destino.

Acala (Acalaceṭā o Āryācalanātha in sanscrito; Fudō myō-ō (不動明王?) in giapponese; Budong mingwang (不动明王S, Bùdòng míngwángP) in cinese, Pudong myŏngwang (부동명왕?) in coreano, Bất động minh vương  in vietnamita) è, nel buddismo Shingon,  una manifestazione del Buddha Vairocana. Noto anche come Ācalanātha, Ācala-vidyā-rāja o Caṇḍamahāroṣaṇa, è il centrale e più importante dei Cinque Re della Saggezza o della Luce (明王?, Myō-ō) ed è particolarmente venerato nel tempio del Monte Akakura, in Giappone. È protettore contro le impurità fisiche e spirituali, aiuta gli uomini ad evitare le infezioni del corpo e della mente.

## Origini
Acala in sanscrito significa "fermo" ovvero colui che "non si muove", è un soprannome di Śiva. Fu incorporato nel pantheon del buddismo Mahāyāna di sviluppo Vajrayāna, intorno al VI secolo d.C. in Asia centrale come "re della conoscenza" (vidyrāja, lett. "Re della luce" intesa quest'ultima come conoscenza mistica). Originariamente doveva ricoprire il ruolo di difensore di fronte a Yama (il giudice dei morti) delle azioni del defunto ai fini di procurargli una migliore rinascita.

## Acala come manifestazione del Buddha Vairocana
Viene associato, sia in Cina che Giappone, al culto dei morti. In particolare, presso il buddismo Shingon, viene nominato durante gli uffici funebri. Prima di essere portate al tempio, le spoglie del defunto vengono poste nella sua casa di fronte all'altare familiare che contiene le immagini dei tredici Buddha. Durante il rito, il monaco officiante invoca l'Essere che rappresenta l'intero Universo e che si manifesta agli uomini attraverso i suoi cinque attributi di personificazione: terra, fuoco, acqua, aria ed etere. Vengono dunque invocati i cinque Dhyāni Buddha: Vairocana, Akṣobhya, Ratnasaṃbhāva, Amithāba e Amogasiddhi. Dopo che Amithāba, che ha il compito di condurre il defunto accompagnato da Avalokiteshvara e Mahāsthāmaprāpta, è stato invitato ad incontrare il defunto per accompagnarlo da questo mondo al prossimo, viene invocato Kṣitigarbha come conduttore del defunto, insieme ad Acala esempio di virtù. Dopo queste invocazioni, il celebrante invoca Vairocana il "grande Buddha". In questo senso, in Giappone, si coglie il ruolo di Acala (giapp. Fudō Myō-ō) come anche manifestazione di Vairocana (giapp. Dai-nichi Nyorai) per combattere il male. E definito Myō-ō (san. mahā deva) in quanto guida cinque di questi deva. È spesso accompagnato da due figure giovanili denominate Kimkara e Cetaka.

## Acala nel buddismo Shingon

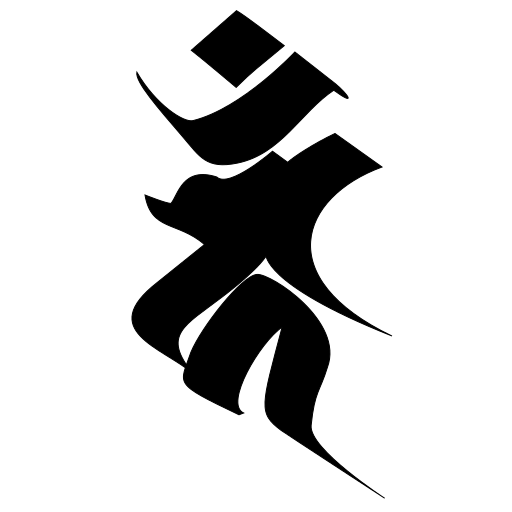
हाँ (hāṃ), il bījā di Acala scritto nell'alfabeto Siddhaṃ.

### Bījā
I bīja usati per rappresentare Acala nel buddismo Shingon sono hāṃ (हां / हाँ) e hāmmāṃ (हाम्मां / हाम्माँ), quest'ultimo è una combinazione dei due bījā finali del suo mantra: hāṃ māṃ (हां मां). Hāṃ viene spesso confuso con il simile hūṃ (हूं), portando alcuni scrittori ad identificare erroneamente Acala con altre divinità. Le sillabe sono scritte utilizzando l'alfabeto Siddhaṃ e vengono convenzionalmente lette kān (カーン?) e kānmān (カーンマーン?).

### Simbolo Samaya

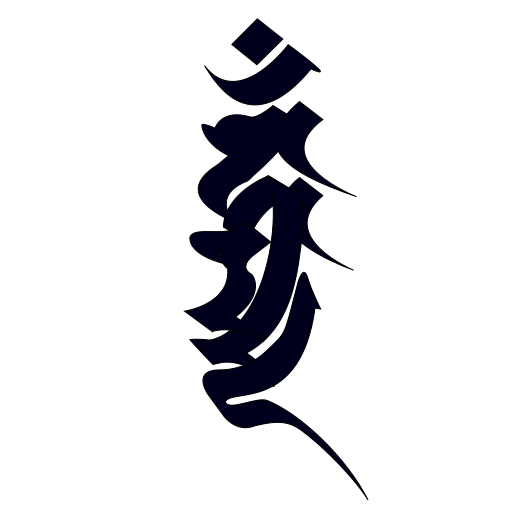
Il bījā हाम्माँ (hāmmāṃ) scritto nell'alfabeto Siddhaṃ.

Il suo simbolo Samaya (三昧耶形?, sanmayagyō) è la sacra spada Kurikara, oppure la corda kensaku (羂索?).

## Rappresentazione
È un protettore del buddismo e la sua immagine viene spesso posta al di fuori dei templi come monito per i demoni. In Cina e Giappone, nel suo ruolo particolare nel culto dei morti, è rappresentato come un dharmapāla, circondato di fiamme, con un'espressione severa e minacciosa, la spada della saggezza (khaḍga) nella mano destra per colpire i malvagi ed una corda (pāśa) che, similmente a Yama, regge nella mano sinistra per condurre i defunti verso un migliore destino oppure per legare i colpevoli. Ha spesso il ginocchio destro posato a terra per chiedere giustizia a Yama nei confronti del defunto. 
Riguardo alla spada, alla corda ed all'aureola fiammeggiante anche queste "letture":
- aureola fiammeggiante, simbolo di virtù,con l'espressione di terribilità tipica della divinità giustiziera;
- armato di spada, simbolo di altre virtù e di misericordia;
- di corda sistemata per essere usata a mo' di laccio, per rompere con la prima le tenebre dell'ignoranza e frenare con la seconda i nemici della verità (in questo caso del buddismo).

## Acala nella cultura di massa
Nel Dònghuà Douluo dalu, Zhao Wuji uno degli insegnanti del gruppo dei protagonisti aveva come soprannome Acala, in riferimento alla sua poderosa forza fisica.